# Bonea sarasinorum
Bonea sarasinorum is een hooiwagen uit de familie Podoctidae. De wetenschappelijke naam van Bonea sarasinorum gaat terug op Roewer. De originele naamcombinatie (protoniem) was Bonea sarasinorum Roewer, 1914. Na 2023 de geldige combinatie is Bonea sarasinorum Roewer, 1914.